# Frank Halford
Frank Bernard Halford (7 de marzo de 1894 - 16 de abril de 1955) fue un diseñador de motores aeronáuticos Británico. Es principalmente conocido por la serie de motores de Havilland Gipsy, muy usados por aeronaves ligeras en las décadas de 1920 y 1930, y por el motor de aviación Napier Sabre, uno de los más potentes del período de la Segunda Guerra Mundial.

## Carrera

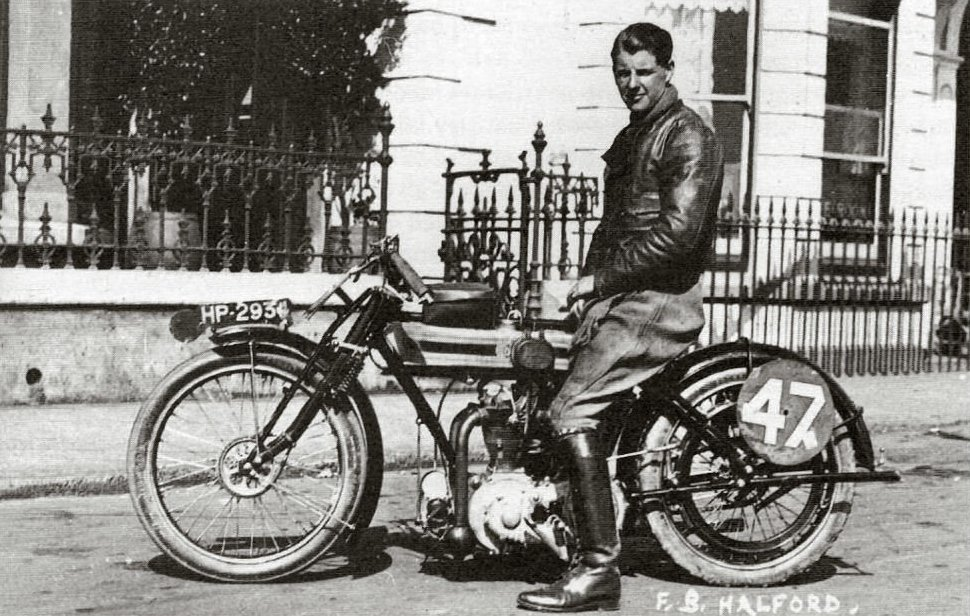
Frank Halford en una motocicleta Triumph-Ricardo de 1922

Educado en Felsted, en 1913 abandonó la Universidad de Nottingham antes de graduarse, con la intención de aprender a volar en la Escuela de vuelo de Bristol, en Brooklands. Posteriormente se convirtió en instructor de vuelo para Bristol. En 1914 se unió al Departamento de inspección aeronáutica de la Oficina De Guerra
Al estallar la Primera Guerra Mundial, se unió al Real Cuerpo Aéreo, luchando en el frente. Posteriormente fue asignado a tareas de ingeniería, momento en que mejoró y agrandó el motor refrigerado por líquido de 6 cilindros Austro-Daimler, dando como resultado un motor de 230 hp (170 kW) conocido como Beardmore Halford Pullinger' (BHP). Este motor se siguió desarrollando por Siddeley-Deasy con el nombre de Puma.
En 1922 pilotó una Triumph Ricardo de 4 válvulas en la competición de motocicletas de la Isla de Man, finalizando en el puesto 13. Ese mismo año fue encargado de producir una motocicleta de lujo para Vauxhall. Basándose en los principios de los motores de aviación, el diseño consistía en un motor de 4 cilindros en línea que transmitía el movimiento a la rueda trasera mediante un cardán. Se construyeron cuatro ejemplares, uno de los cuales forma parte de una colección privada en la Isla de Man. 
En 1923 estableció su propia consultoría en Londres, junto con el también influyente diseñador Harry Ricardo. Allí diseño el famoso de Havilland Gipsy refrigerado por aire y con una disposición en línea, alcanzando el mismo éxito que tenía la compañía Cirrus Engine en el ámbito de la aviación. 
Durante este período Frank Halford también diseñó y construyó el automóvil de carreras Halford Special, con el que corrió en numerosas carreras entre 1925 y 1926, incluyendo el Gran Prix Británico disputado en Brooklands en 1926.
Durante la década de 1930 Halford y Harry Ricardo se interesaron en el sistema de válvula de camisa como medio para incrementar el régimen de giro y la relación de compresión de los motores con pistones, aumentando por tanto también la potencia obtenida con un menor desplazamiento. Halford trabajó con Napier & Son en su diseño del Napier Sabre, que llegó a ser uno de los motores a pistón más poderosos, produciendo 3500 hp (2.6 mW) con tan solo 2200 pulgadas cúbicas (36 L), en las versiones de fines de la guerra.
Durante la guerra se interesó en los motores a reacción, e ideó una versión simplificada del diseño de la turbina centrífuga de Frank Whittle. Esta nueva versión conocida inicialmente como Halford H.1, fue adoptada por de Havilland, que la produjo bajo el nombre de de Havilland Goblin. La compañía de Halford fue comprada por de Havilland en 1944. Halford continuó trabajando en motores a reacción, turbopropulsores y cohetes.

## Motores de pistón
- Beardmore Halford Pullinger
- ADC Cirrus
- de Havilland Gispy
- de Havilland Gispy Majot
- Napier Rapier
- Napier Dagger
- Napier Sabre
- Siddeley Puma

## Motores a reacción
- de Havilland H.1 Goblin
- de Havilland H.2 Ghost
- de Havilland H.3 - turboprop, reemplazo del Gipsy , 500 shp
- de Havilland H.4 Gyron
- de Havilland H.5 - Desarrollo del Ghost - no construido
- de Havilland H.6 Gyron Junior
- de Havilland H.7 - Más tarde desarrollado como Napier Oryx[4]